# Марко (аніме)
Марко (яп. 母をたずねて三千里, Хана о Тадзунете сандзенрі, укр. 3000 ліг у пошуках матері) — аніме-серіал, створений на студії Nippon Animation і випущений у 1976 році. Режисер — Ісао Такахата, під керівництвом якого був також знятий однойменний повнометражний анімаційний фільм у 1980 році. В основі сюжету лежить повість Едмонд де Амічіса «Серце». Серіал є частиною серії «Кінотеатр світових шедеврів». Спочатку аніме-серіал називався «З Апеннін в Анди». Серіал був перекладений на декілька мов. Він мав успіх у Португалії, Бразилії, Іспанії, Колумбії, Чилі, Туреччині, країнах арабського світу. Серіал також транслювався українською мовою на телеканалі Малятко TV під назвою «Марко».

## Сюжет
Події відбувається в кінці XIX століття. Хлопчик на ім'я Марко живе зі своєю родиною в порту міста Генуя (Італія). Його батько, П'єтро Россі, — лікар, який весь свій час присвячує лікування бідних пацієнтів, тому сім'я зазнає фінансових труднощів. Мати Марко, Анна Россі, відправляється до Аргентини, де наймається на роботу служницею. Через деякий час від неї перестають приходити листи, а коли листування поновлюється Марко дізнається, що мати хвора. Оскільки батько надто зайнятий у лікарні, а старший брат, Тоніо, у Мілані навчається на машиніста локомотива, Марко сам вирушає на пошуки матері.
Він бере із собою Амедео, мавпочку старшого брата. Разом вони проникають на борт судна «Андреа Дора», що пливе до Бразилії. У Бразилії Марко сідає на корабель іммігрантів і, нарешті, прибуває в Буенос-Айрес.

## Персонажі
- Марко Россі — головний герой цієї історії. 9 років. Здоровий і працьовитий, але впертий хлопчик. Коли листи від його матері перестають приходити, він вирішує поїхати в Аргентину і забрати її додому. Щоб назбирати грошей на квиток в Аргентину, він починає працювати після школи.
- Анна Россі — мати Марко. 38 років. Поїхала працювати в Аргентину, щоб повернути борги свого чоловіка П'єтро.
- П'єтро Россі — батько Марко, доктор у Генуї. 45 років. Відкрив клініку, куди можуть безкоштовно звертатися бідні люди, але через борги був змушений відправити Анну працювати в Аргентину.
- Антоніо (Тоніо) Россі — старший брат Марко, вчиться на інженера в залізничному коледжі.
- Амедео — мавпочка. Домашня тварина Тоніо, який відправляється в дорогу разом з Марко. В українському дубляжі його звати Пеппіно.
- Пеппіно — власник лялькового театру, його справжнє ім'я Джузеппе, прізвище невідоме. Батько Кончетти, Фіоріни і Джульєтти. В українському дубляжі його звати Пеппе.
- Кончетта – старша дочка Пеппіно. Красива дівчина, грає в ляльковому театрі свого батька, а також співає і танцює. З тих пір як їх мати втекла, Кончетта замінює її.
- Фіоріна – середня дочка Пеппіно. Тиха і невпевнена в собі дівчинка. У неї ніколи не було друзів, але після того, як вона зустріла Марко, вона поступово повірила в себе. Спочатку вона лише грала на тарілках і збирала гроші у глядачів, проте потім почала брати участь в лялькових виставах свого батька. В українському дубляжі її звуть Віолетта.
- Джульєтта – молодша дочка Пеппіно, ще зовсім маленька і не вміє говорити. Мила і схожа на ляльку. Любить грати з Амедео.
- Еміліо — кращий друг Марко в Генуї. Навчається в тому ж класі, що і Марко, але на три роки старший. Працює, щоб заробляти на життя, часто прогулює в школу.
- Джина Христини — жінка, яка займається збором і розповсюдженням пошти в судноплавної компанії, перший роботодавець Марко. Її чоловік був капітаном корабля, але загинув, коли йому було всього 31 рік. Завжди турбується за Марко і шукає роботу для нього.
- Пан Джиротті — продавець пляшок, другий роботодавець Марко.
- Роккі — матрос з корабля «Фольгоре». Він бразилець і плаває по всьому світу.
- Леонардо – кок з «Фольгоре». Був зворушений бажанням Марко поїхати в Аргентину, щоб знайти свою матір і дозволив йому залишитися на кораблі і відправитися з ними в Ріо-де-Жанейро.
- Федеріко – дідусь, який познайомився з Марко на кораблі по дорозі з Ріо-де-Жанейро в Буенос-Айрес. Пізніше знову зустрів Марко в Росаріо і допоміг йому дістатися до Кордови.
- Франческо Мереллі – двоюрідний брат П'єтро, довірена особа Анни в Аргентині. Коли Франческо зазнав невдачі у своєму бізнесі, він почав красти листи Анни і забирати гроші з них, також приховувати від неї листа з гена, після чого втік з Буенос-Айреса в Баія-Бланка, де представлявся іспанцями Марселем Естелоном.
- Пабло Гарсія – індіанський хлопчик, що живе в бідному районі Кордови. При першій зустрічі побився з Марко, але після вони стали друзями. Він запросив Марко до себе жити, коли той залишився один і без грошей в Кордові.
- Хуана Гарсія – молодша сестра Пабло. Маленька і слабка дівчинка, через що хворіє. Піклується про ляльку на ім'я Чікітіта (Chiquitita).

## Список серій
1. Матусю, не їдь
2. Лист з Аргентини
3. Портове місто у неділю
4. Батьку, я тебе ненавиджу!
5. Еміліо, друже мій
6. Мрія
7. Нова квартира
8. Веселий Пеппіно
9. Новий друг
10. Морква на голов
11. Віолетта це вміє
12. Велике свято в Генуї
13. Кепські справи
14. Мій друг Роккі
15. Заєць
16. Квіти на щоглі
17. Свято Нептуна
18. Пеппіно зник
19. Маленький крикун
20. Бурхлива ніч
21. Земля!
22. Перший слід
23. Інша матуся
24. Де Пеппе
25. Найкраща ніч
26. Пересікаючи пампаси
27. І що з цього вийде
28. Свято у дона Педро
29. Самотній гаучо
30. Небезпечне запрошення
31. Троє близнюків
32. Пеппе та пума
33. Велике розчарування
34. Завжди лише театр
35. Гарні новини
36. Нещасний малий
37. Завжди запізнюється
38. Генеральне прибирання у Фоско
39. Капітан за бортом
40. Я же не жебрак
41. У поїзді до Кордоби
42. Броненосець та віскачі
43. Пабло на риболовлі
44. Двоюрідний брат
45. Біля вогнища
46. Суворі хлопці
47. Нова знайома
48. Довгий шлях
49. Це дуже серйозно
50. Вже майже вдалося
51. Це не сон
52. Назад до Генуї